# John Blair, Jr.
John Blair Jr. (17 de Abril de 1732 – 31 de Agosto de 1800) foi um político, Pai Fundador e jurista americano que assinou a Constituição dos Estados Unidos.
Blair foi um dos melhores juristas de sua época. Famoso jurista, evitou o tumulto da política do estado, preferindo trabalhar nos bastidores. Dedicou-se à ideia de uma união permanente dos novos estados independentes e apoiou lealmente os colegas Virginianos James Madison e George Washington na Convenção Constitucional. Como juiz do tribunal de apelações da Virgínia e da Suprema Corte dos Estados Unidos, influenciou a interpretação da Constituição em várias decisões importantes. Contemporâneos elogiaram Blair por tais qualidades pessoais como gentileza e bondade e por sua capacidade de penetrar imediatamente no cerne de uma questão legal.

## Primeiros anos
John Blair, Jr. nasceu em Williamsburg, Colônia da Virgínia, em 1732, filho de Mary (Monro) e John Blair. Era membro de uma família proeminente da Virgínia. Seu pai exerceu no Conselho de governo da Virgínia e (em quatro ocasiões) governador real interino. Seu tio-avô, James Blair, fundou e foi o primeiro presidente da Faculdade de William e Mary.
Blair frequentou a William e Mary, recebendo um bacharel em artes em 1754. Em 1775, foi a Londres para estudar direito na Middle Temple.

## Carreira
Voltando para casa para exercer advocacia, foi rapidamente empurrado na vida pública, iniciando sua carreira pública logo após o fim da Guerra Franco-Indígena com sua eleição para o cargo reservado na Faculdade de William e Mary na Câmara dos Burgueses (1766-70). Passou a se tornar secretário do Conselho de Governo, a câmara superior da assembleia legislativa colonial (1770-1775).
Blair inicialmente se juntou à ala moderada da causa Patriota. Se opôs às resoluções extremistas de Patrick Henry em protesto contra a Lei do Selo, mas a dissolução da Câmara dos Burgueses pelo Parlamento alterou profundamente suas opiniões. Em resposta a uma série de impostos sobre as colônias aprovados pelo Parlamento, Blair juntou-se a George Washington e outros em 1770 e novamente em 1774 para redigir acordos de não importação que prometiam a seus apoiadores cessar a importação de mercadorias britânicas até que os impostos fossem revogados. Em 1775, reagiu à aprovação dos Atos Intoleráveis pelo Parlamento Britânico juntando-se aos que pediam um Congresso Continental e prometendo apoio ao povo de Boston que sofria dificuldades econômicas por causa das ações do Parlamento.
Quando a Revolução Americana começou, Blair se envolveu profundamente no governo de seu estado. Exerceu como membro da convenção que redigiu a Constituição da Virgínia (1776) e ocupou vários cargos importantes no comitê, incluindo um cargo no Comitê dos 28 que elaborou a Declaração de Direitos de Virgínia e o plano de governo. Exerceu no Conselho Privado, o principal grupo consultivo do Governador Patrick Henry (1776-1778). A assembleia legislativa o elegeu para um cargo de juiz no tribunal geral em 1778 e logo para o cargo de chefe de justiça. Também foi eleito para o tribunal superior de chancelaria da Virgínia (1780). As nomeações judiciais automaticamente fizeram de Blair um membro do primeiro tribunal de apelações da Virgínia. No Tribunal de Apelações da Virgínia, Blair participou do The Commonwealth of Virginia v. Caton et al. (1782), que estabeleceu o precedente de que os tribunais podem considerar atos legislativos inconstitucionais. A decisão foi um precursor da Suprema Corte dos Estados Unidos na decisão Marbury v. Madison.

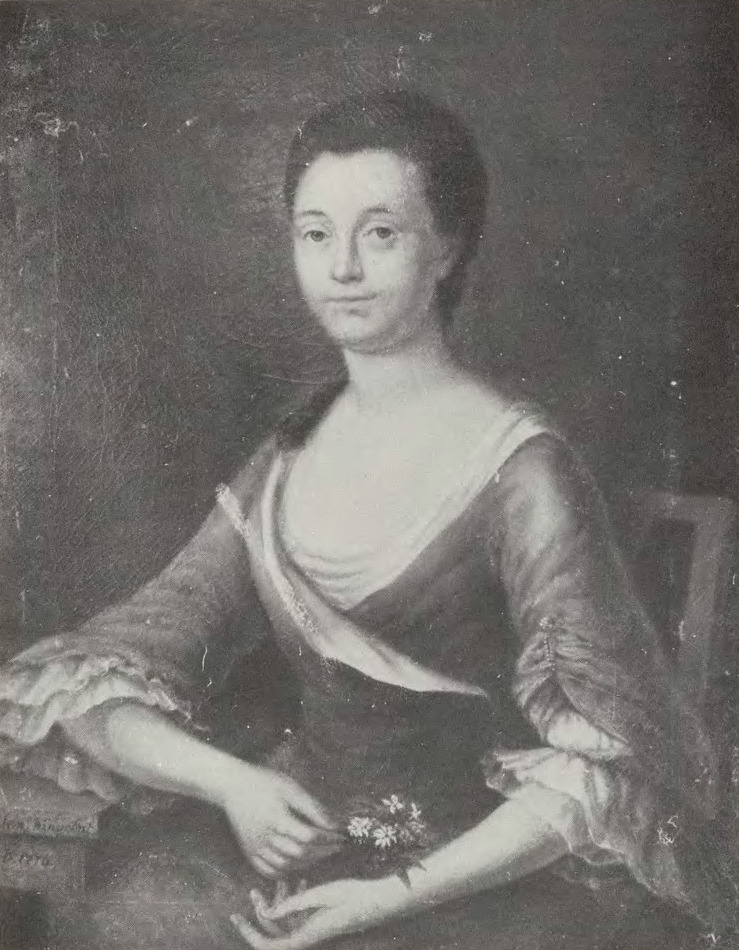
Jean Balfour Blair (1736-1792)

Em 1786, a assembleia legislativa, reconhecendo o prestígio de Blair como jurista, nomeou-o sucessor de Thomas Jefferson em um comitê que revisava as leis da Virgínia. No ano seguinte, foi nomeado delegado à Convenção Constitucional.
No dia 24 de Setembro de 1789, o Presidente George Washington nomeou Blair para um dos cinco cargos de juiz associado na recém-criada Suprema Corte dos EUA. Foi confirmado pelo Senado dos Estados Unidos dois dias depois. Blair exerceu na Suprema Corte do dia 2 de Fevereiro de 1790 até 25 de Outubro de 1795. A carga de casos do tribunal durante o mandato de Blair foram pequenos, com apenas 13 casos decididos ao longo de seis anos. No entanto, Blair participou do caso histórico do tribunal de Chisholm vs. Georgia, que é considerado o primeiro caso da Suprema Corte dos Estados Unidos de significância e impacto.

## Vida pessoal
Era casado com Jean Balfour Blair.
Morreu em Williamsburg no dia 31 de Agosto de 1800. Foi enterrado no Bruton Parish Churchyard em Williamsburg.
Blair era maçom. Foi nomeado Grão-Mestre dos Maçons na Virgínia sob a recém-organizada Grande Loja da Virgínia em 1778.
Blair Street em Madison, Wisconsin foi nomeado em sua homenagem.

## Leia mais
- Abraham, Henry J. (1992). Justices and Presidents: A Political History of Appointments to the Supreme Court 3rd ed. New York: Oxford University Press. ISBN 0-19-506557-3
- Cushman, Clare (2001). The Supreme Court Justices: Illustrated Biographies, 1789–1995 2nd ed. [S.l.]: (Supreme Court Historical Society, Congressional Quarterly Books). ISBN 1-56802-126-7
- Flanders, Henry. The Lives and Times of the Chief Justices of the United States Supreme Court. Philadelphia: J. B. Lippincott & Co., 1874 at Google Books.
- Frank, John P. (1995).  Friedman, Leon; Israel, Fred L., eds. The Justices of the United States Supreme Court: Their Lives and Major Opinions. [S.l.]: Chelsea House Publishers. ISBN 0-7910-1377-4
- Hall, Kermit L., ed. (1992). The Oxford Companion to the Supreme Court of the United States. New York: Oxford University Press. ISBN 0-19-505835-6
- Martin, Fenton S.; Goehlert, Robert U. (1990). The U.S. Supreme Court: A Bibliography. Washington, D.C.: Congressional Quarterly Books. ISBN 0-87187-554-3
- Urofsky, Melvin I. (1994). The Supreme Court Justices: A Biographical Dictionary. New York: Garland Publishing. pp. 590. ISBN 0-8153-1176-1